# Dragon Ball Super
A Dragon Ball Super (ドラゴンボール超; Doragon Bóru Szúpá; Hepburn: Doragon Bōru Sūpā) a Dragon Ball Z manga- és animesorozat folytatása, amelyet a Dragon Ball manga eredeti szerzője, Torijama Akira ír. Jelenleg 131 epizódja készült el. A történet Buu legyőzése és a legújabb két Dragon Ball Z-film után, valamint a tízéves időugrás közötti és a 28. Harcművészeti Nagytorna előtt játszódik (tulajdonképpen a Dragon Ball Z 288. és 289. epizódja között). Son Goku és barátai olyan új ellenségekkel találkoznak, akik sokkal erősebbek, mint az eddig látottak, ezért isteni erőt kell elérniük. Goku megvédi a Földet a különféle ellenséges istenségektől, majd más univerzumokba utazik, ahol szintén különleges lényekkel mérkőzik meg.
Az animesorozatot a Toei Animation gyártja Csioka Kimitosi és Hatano Morio rendezésében. Egy mangafeldolgozás is útnak indult a V-Jump magazinban Torijama történetírásában és Tojotaró illusztrálásában.

## Története
Négy évvel Majin Buu (magyar szinkronban: Bubu) legyőzése után a béke visszatér a Földre. Son Goku farmerként dolgozik, hogy el tudja tartani a családját, barátai pedig szintén átlagos életet élnek. Hamarosan egy új, gonosz szándékú lény, Beerus, (magyar szinkronban: Bills) a pusztítás istene érkezik aki magát a 7-es univerzum legrettenetesebb és legerősebb lényének mondja. Hosszú álomból ébredve szólt Whisnek, az angyalnak, hogy segítsen neki megkeresni azt a legendás harcost, akinek eljövetelét egy próféciában látta. Ez a legendás harcos Son Goku, aki eléri a szuper csillagharcos isteni szintet. Öt szuper csillagharcos erejét felhasználva veszi fel a harcot: Vegita, Son Gohan, Son Goten, Trunks, és Son Gohan és Videl még meg nem született gyermeke. Bár veszít, Beerust lenyűgözi Goku bátorsága és az, ahogy védelmezi a bolygót, ezért megkegyelmez nekik. Eddig a történet a Dragon Ball Z: Istenek csatája című film történetét dolgozza fel.
Ezt követően Goku és Vegita elmennek Beerusszal és Whisszel edzeni egy egész évre. Ez idő alatt Dermesztő (Frieza) seregének maradéka érkezik a Földre azzal a céllal, hogy feltámasszák mesterüket. A kristálygömbök segítségével Dermesztő újra életre kel, és hosszú hónapok kemény munkájával újra formába hozza magát. Ezután összegyűjti seregeit, hogy bosszút állhasson Gokun. Hiába ér el azonban egy új formát, Goku és Vegita könnyedén legyőzik, mert ők közben kitanulták az isteni csillagharcos szintet. Válaszul Dermesztő elpusztítja a Földet, de Whis képességével visszapörgeti az időt, így Goku ismét végezni tud a gonosszal. Ez a történet a Dragon Ball Z: F mint Feltámadás című film történetét meséli el.
Champa, Beerus kövérebb ikertestvére és a 6-os univerzumban élő pusztítás istene meggyőzi Beerust, hogy rendezzenek egy harcművészeti nagytornát, melynek a tétje nem más, mint hogy kié legyen a Föld. Goku és barátai is indulnak, amely számos meglepetést tartogat. A végső küzdelem Goku és Hit között játszódik, amelynek végén egy sportszerű végeredmény születik: mindketten feladják a meccset. A 7-es univerzum e tett hatására győzedelmeskedik.
Goku később találkozik és összebarátkozik Grand Zenóval, (Minivel) minden univerzum királyával, akitől minden pusztítás istene retteg. Goku megígéri, hogy elhozza hozzá egy barátját. Eközben Trunks jövőbeli énje ismét visszatér, és szörnyű híreket hoz. Azt állítja, hogy egy Black Goku névre hallgató, erős lény bukkant fel, aki kísértetiesen hasonlít Gokura. Rájönnek, hogy ő egy Zamasu névre hallgató istenség a 10-es univerzumból, aki elrabolta Son Goku testét egy másik univerzumból, majd a többi isten és a halandók elleni hadjáratba kezd, hogy ő váljon a multiverzum egyedüli istenévé. Goku végül Zeno segítségével győz és eltörli Zamasut és az általa létrehozott jövőbeli univerzumot.
Grand Zeno és jövőbeli énje találkoznak, és egy új harcművészeti nagytornát terveznek. Gokuék javaslatára csapatok indulnak – csakhogy hamarosan kiderül, hogy a tét a túlélés: a két istenség eldöntötte, hogy a vesztes univerzumokat kitörlik a létezésből. Goku, Vegita, Gohan, Krillin, a C-17-es és C-18-as Android, Ifjú Sátán (Piccolo), Tien Shinhan, Zseniális Teknős, és az ideiglenesen feltámasztott Dermesztő szállnak harcba a 7-es univerzumért. A harcok során Goku látszólag elsajátít egy új technikát, de ő és Dermesztő, annak árán, hogy legyőzzék a 11-es univerzumbeli Jirent, – a Multiverzum legerősebb harcosát, aki állítólag a saját Univerzuma pusztítás istenénél, Belmodnál is erősebb- kiesnek a küzdőtérről. Mivel egyedül a C17 (Android 17) marad versenyben, így ő nyeri a nagytornát, s így annak a jogát, hogy kívánhasson a kristálygömbökkel egyet. Kívánsága az, hogy az elpusztult univerzumok újra helyreálljanak. 
Az Erők Nagytornája után Dermesztőt feltámasztják, majd nekilát újjáépíteni a seregét.

## Kiadás
Dragon Ball Super 2015. július 5-én kezdődik Japán-ban, a Fuji TV fogja sugározni. Torijama Akira mellett Tojotaró rajzolja a sorozat mangaadaptációját, ami a V-Jump-ban jelenik meg.

## Dalok

### Főcímdalok
- Kazuja Josii – Csózecu ☆ Dynamic !! (1–76. epizód)
- Hikava Kijosi – Genkai Toppa × Survivor (77–131. epizód)

### Végfőcímdalok
- Good Morning America – Hello Hello Hello (1–12. epizód)
- KEYTALK – Starring Star (13–25. epizód)
- LACCO TOWER – Light Pink (26–36. epizód)
- Czecho No Republic – Forever Dreaming (37–49. epizód)
- Batten Show Jo Tai – Yokayoka Dance (50–59. epizód)
- Arukara – Chao Han MUSIC (60–72. epizód)
- The Collectors – Righteous Devil (73–83. epizód)
- Inoue Miyu – Boogie Back (84–108. epizód)
- RottenGraffty – By a 70 cm Square Window (109–121. epizód)
- OnePixcel – Lagrima (122–131. epizód)

## Szereplők
A japán szinkronhangok gyakorlatilag kivétel nélkül visszatérnek a sorozatban. A magyar szinkronhangok többsége is visszatért, egyes szereplők esetében kellett új hangot keresni, illetve azok esetében, akik már korábban is lecserélésre kerültek (Dragon Ball GT 2011-es Animax-szinkronja szerinti állapot), azok itt is visszatérnek. A magyar változat fordításának alapja már a japán változat volt (nem francia közvetítéssel érkezett a sorozat), de a neveket meghagyták a korábban ismertek szerint (így maradt Mr. Satan is Herkules, vagy Buu Bubu), illetve a kiejtés is maradt az eddig ismertek szerint (így maradt pl. Ginyu "Zsinő").
| Szereplő neve                      | Japán hang                                                               | Magyar hang                                                  |
| ---------------------------------- | ------------------------------------------------------------------------ | ------------------------------------------------------------ |
| Son Goku Black Goku                | Nozava Maszako                                                           | Lippai László                                                |
| Son Gohan                          | Nozava Maszako                                                           | Penke Bence                                                  |
| Son Goten                          | Nozava Maszako                                                           | Koltai Judit                                                 |
| Ifjú Sátán                         | Furukava Tosio                                                           | Csík Csaba Krisztián                                         |
| Vegita Duplikátum Vegita           | Horikava Rjó                                                             | Czető Roland                                                 |
| Bulma                              | Curu Hiromi (1–96. epizód) Hiszakava Aja (128. epizód)                   | Kiss Erika                                                   |
| Trunks                             | Kuszao Takesi                                                            | Szokol Péter                                                 |
| Krilin                             | Tanaka Majumi                                                            | Berkes Bence                                                 |
| Chi-Chi                            | Vatanabe Naoko                                                           | Törtei Tünde Rácz Zsuzsa (61–72. epizód)                     |
| Videl                              | Minagucsi Júko                                                           | Böhm Anita                                                   |
| Mr. Satan (Herkules)               | Isizuka Unsó                                                             | Csuha Lajos                                                  |
| Bubu                               | Sioja Kózó                                                               | Fazekas István                                               |
| Baba                               | Tanaka Majumi                                                            | Kovács Nóra                                                  |
| Jaco                               | Hanae Nacuki                                                             | Renácz Zoltán                                                |
| Yamcha                             | Furuja Tóru                                                              | Harcsik Róbert                                               |
| Tensinhan                          | Midorikava Hikaru                                                        | Wohlmuth István                                              |
| Chaos Tagoma Vermoud Nigrissi Nink | Emori Hiroko Nakai Kazuja Kikucsi Maszami Kisio Daiszuke Takemoto Eidzsi | Seder Gábor                                                  |
| Neptunusz (Kaioshin)               | Óta Sinicsiró                                                            | Hám Bertalan                                                 |
| Dende                              | Hirano Aja                                                               | Horváth Miklós (1–76. epizód) Renácz Zoltán (77–131. epizód) |
| Pan                                | Minagucsi Júko                                                           | Pekár Adrienn                                                |
| Öreg Kaioshin                      | Nomoto Reizu                                                             | Botár Endre                                                  |
| Kibito                             | Óta Sinicsiró                                                            | Posta Victor (1–76. epizód) Barbinek Péter (77–131. epizód)  |
| Gregory                            | Micuja Júdzsi                                                            | Bartucz Attila                                               |
| C-18                               | Itó Miki                                                                 | F. Nagy Erika                                                |
| C-17                               | Nakahara Sigeru                                                          | Pásztor Tibor                                                |
| Bubbles                            | Fudzsimoto Takahiro                                                      | Hamvas Dániel                                                |
| Karin mester                       | Uo Ken                                                                   | Papp Györgyi                                                 |
| Zseniális Teknős                   | Szató Maszaharu                                                          | Végh Ferenc (1–105.epizód) Albert Péter (106–131.epizód)     |
| Marron                             | Usida Hiroko                                                             | Csuha Bori / Kobela Kira                                     |
| Bills                              | Jamadera Kóicsi                                                          | Bordás János (1–115. epizód) Tokaji Csaba (117–131. epizód)  |
| Whis                               | Morita Maszakazu                                                         | Kisfalusi Lehel                                              |
| Északi Kaito                       | Janami Dzsódzsi (1–12. epizód) Tacuta Naoki (13-131.epizód)              | Beregi Péter Albert Péter                                    |
| Mai                                | Jamada Eiko                                                              | Hermann Lilla                                                |
| Pilaf                              | Siba Sigeru                                                              | Harsányi Gábor                                               |
| Shau                               | Genda Tessó                                                              | Papucsek Vilmos                                              |
| Oolong                             | Tacuta Naoki                                                             | Szalay Csongor                                               |
| Gowasu                             | Gotó Tecuo                                                               | Várday Zoltán (1–76. epizód) Bartók László (77–131. epizód)  |
| Király Hyssop                      | Janami Dzsódzsi Kuszao Takesi                                            | Bolla Róbert                                                 |
| Dermesztő Fagyasztó                | Nakao Rjúszei                                                            | Gyurin Zsolt                                                 |
| Sorbet                             | Szaitó Siró                                                              | Maday Gábor                                                  |
| Norimaki Arale                     | Kojama Mami                                                              | Sipos Eszter Anna                                            |
| Champa                             | Ivata Micuo                                                              | Kapácsy Miklós                                               |
| Vados                              | Jamagucsi Juriko                                                         | Csifó Dorina                                                 |
| Monaka Majora                      | Kikucsi Maszami Ivata Micuo                                              | Baráth István                                                |
| Cabba (Kábszta)                    | Kisio Daiszuke                                                           | Czető Ádám                                                   |
| Botamo                             | Takato Jaszuhiro                                                         | Gubányi György István                                        |
| Auta Magetta                       | Tacuta Naoki                                                             | Sótonyi Gábor / Beratin Gábor                                |
| Zeno (Mindenek ura)                | Kórogi Szatomi                                                           | Gyöngy Zsuzsa                                                |
| Főpap                              | Takacuka Maszaja                                                         | Moser Károly                                                 |
| Ganos                              | Miura Hiroaki                                                            | Pálmai Szabolcs                                              |
| Hit                                | Jamadzsi Kazuhiro                                                        | Markovics Tamás                                              |
| Zamasu                             | Miki Sinicsiró                                                           | Bergendi Áron                                                |
| Potage                             | Szaitó Siró                                                              | Juhász Zoltán                                                |
| Rumush                             | Kavazu Jaszuhiko                                                         | Bácskai János                                                |
| Gryll                              | Szaitó Dzsiró                                                            | Dózsa Zoltán                                                 |
| Helles                             | Aszano Maszumi                                                           | Molnár Ilona / Laurinyecz Réka                               |
| Jiren                              | Hanava Eidzsi                                                            | Gacsal Ádám                                                  |
| Toppo                              | Nomura Kendzsi                                                           | Katona Zoltán                                                |
| Dispo                              | Simada Bin                                                               | Kádár-Szabó Bence                                            |
| Saonel                             | Canna Nobutosi                                                           | Horváth Miklós                                               |
| Vuon                               | Kuszao Takesi                                                            | Sörös Miklós                                                 |
| Caulifla (Karfila)                 | Komacu Juka                                                              | Gulás Fanni                                                  |
| Kale (Kel)                         | Yukana                                                                   | Czető Zsanett                                                |
| Casserale                          | Isizuka Unso                                                             | Orbán Gábor                                                  |
| Chappil                            | Takacuka Maszaja                                                         | Gubányi György                                               |
| Kusu                               | Konno Hiromi                                                             | Rigler Renáta                                                |
| Mojito                             | Midorikava Hikaru                                                        | Umbráth László                                               |
| Zoire                              | Morisita Jukiko                                                          | Solecki Janka                                                |
| Cocotte                            | Jamagucsi Juriko                                                         | Rádai Boglárka                                               |
| Ribrianne                          | Kitagava Rina                                                            | Hábemann Lívia                                               |
| Tupper                             | Óta Volcano                                                              | Bor László                                                   |
| Roasie Hop                         | Saitó Juka Nogami Jukana                                                 | Ozvald Enikő                                                 |
| Dr. Rota                           | Kikucsi Maszami                                                          | Bálint László                                                |
| Lavender (Levenda)                 | Kuszao Takesi                                                            | Fekete Zoltán                                                |
| Bergamo                            | Takemoto Eidzsi                                                          | Péter Richárd                                                |
| Basil (Bazsali)                    | Kojama Cujosi                                                            | Maday Gábor                                                  |
| Quitela                            | Numata Júszuke                                                           | Horváth Vilmos                                               |
| Pell                               | Sioja Kózó                                                               | Garai Róbert                                                 |
| Shen Long                          | Ótomo Rjúzaburó                                                          | Bolla Róbert Tokaji Csaba (68. epizód)                       |
| Narrátor                           | Janami Dzsódzsi (1–12. epizód) Tacuta Naoki (13–131. epizód)             | Endrédi Máté                                                 |